# Cantonul La Chapelle-Saint-Luc
Cantonul La Chapelle-Saint-Luc este un canton din arondismentul Troyes, departamentul Aube, regiunea Champagne-Ardenne, Franța.

## Comune
- La Chapelle-Saint-Luc (reședință)
- Les Noës-près-Troyes